# Livrea (abbigliamento)
La livrea era un abbigliamento associato ad una famiglia nobile. Secondo le epoche e le tradizioni, poteva consistere in un semplice "distintivo" o estendersi ad una intera linea di vestiario di particolari fogge e colori, o con determinati accessori.

## Medioevo
Nel Medioevo la livrea era una tunica che veniva indossata dai famigli, cavalieri e messaggeri del padrone del feudo, facendosi riconoscere, e riconoscere il proprio feudatario. Ogni feudatario aveva il suo colore e simbolo che ne contraddistinguevano la classe sociale.
Gli araldi presentavano il simbolo sulla livrea quando il feudatario entrava a corte o nelle giostre, o battute di caccia. Lo stesso simbolo veniva riportato sullo stendardo, e su ogni altra rilevante proprietà del feudatario.

## Età moderna
In questo periodo la livrea segnalava all'esterno che la persona che la indossa è un servitore, e indica anche i suoi padroni. La livrea fornisce anche informazioni riguardo alla ricchezza di questi ultimi in base alla ricchezza dei materiali e degli accessori di cui è composta.
Simbolo dell'Ancien régime, in Francia verrà abolita il 19 giugno 1790 assieme alla nobiltà ereditata, titoli e blasoni dai rivoluzionari, in seguito sarà proclamata la libertà di abbigliamento l'8 brumaio anno II (29 ottobre 1793) e riconosciuta come diritto fondamentale.

## Araldica
La livrea ebbe origine dalle sopravvesti e dalle sciarpe indossate nei tornei e nelle giostre dai cavalieri che, per poter essere facilmente riconosciuti dagli araldi anche quando non portavano le armi, e soprattutto lo scudo, derivarono i colori dall'arma gentilizia. Gli stessi criteri vennero mantenuti quando la livrea venne fatta indossare al personale di servizio. 
Sinteticamente la livrea dovrebbe essere composta secondo le seguenti linee guida:
- il panciotto o giustacuore è del colore del fondo dello scudo o dello smalto principale;
- il soprabito e i calzoni sono dello smalto della pezza o figura più importante dello scudo;
- la bordatura o filettatura del soprabito e dei calzoni sono dello smalto della pezza o figura secondaria;
- se lo scudo è palato, fasciato, bandato o sbarrato il panciotto presenta liste verticali, orizzontali o diagonali dei due smalti alternati mentre il soprabito e i calzoni sono del secondo smalto;
- se lo scudo è inquartato, trinciato, tagliato, partito, troncato il panciotto è del primo smalto bordato del secondo, mentre soprabito e calzoni sono del secondo smalto bordati del primo;
- se lo scudo è losangato, fusato, scaccato il panciotto deve seguire lo stesso schema grafico;
- l'armellino è rappresentato dalla felpa nera, il vaio da quadri azzurri e bianchi, l'oro dal giallo o dall'arancione, l'argento dal bianco cenerino, il rosso dal marrone, il verde dal verde ruggine;
- il gallone del cappello e i bottoni della livrea sono d'oro se il campo dello scudo è di metallo, d'argento se il campo è di un colore;
- la larghezza del gallone è di 5 centimetri se lo scudo è di smalto pieno, di 4 cm se contiene una pezza di primo ordine, di 3 cm per tutti gli altri scudi che presentano figure ordinarie, naturali o chimeriche.

Esistono anche altre schemi convenzionali, ma sono meno esatti.